# Saxonerpeton
Saxonerpeton is een geslacht van uitgestorven microsauriërs binnen de familie Hapsidopareiontidae. Er zijn fossielen gevonden in lagen uit het Vroeg-Perm in de buurt van Dresden in Duitsland.
Op de Plauen'sche Grund bij Dresden werden fossielen gevonden. Deze werden door Hanns Bruno Geinitz en Johannes Victor Deichmüller gebruikt als basis voor een nieuw geslacht Hyloplesion met als soort Hyloplesion fritschi. In 1885 werd een deel van dit materiaal door Carl Hermann Credner benoemd als een Hylonomus en in 1890 een nog kleiner deel als een Hylonomus geinitzi. In 1978 maakten Robert Carroll en Pamela Gaskill hier het aparte geslacht Saxonerpeton van. De geslachtsnaam combineert een verwijzing naar Saksen met het Grieks herpeton, 'kruipend dier'.
Het lectotype bestaat uit het blok S. 370/a en het tegenblok S. 370/b. Een half dozijn skeletten is aangewezen als paralectotypen.
Saxonerpeton werd maar zo'n zes centimeter lang met een langwerpig lichaam en korte poten. Volgens Carroll was er sprake van een proces van miniaturisering. Hij dacht dat de schedels een kritieke grens waren overschreden en zich aan een klein formaat moesten aanpassen door extreme versmelting van schedelbotten, osteodermen die veranderd waren in smalle beenbalkjes en sterk vergrote capsules in de oorzone.